# Maria Helpsterkerk (Berleur)

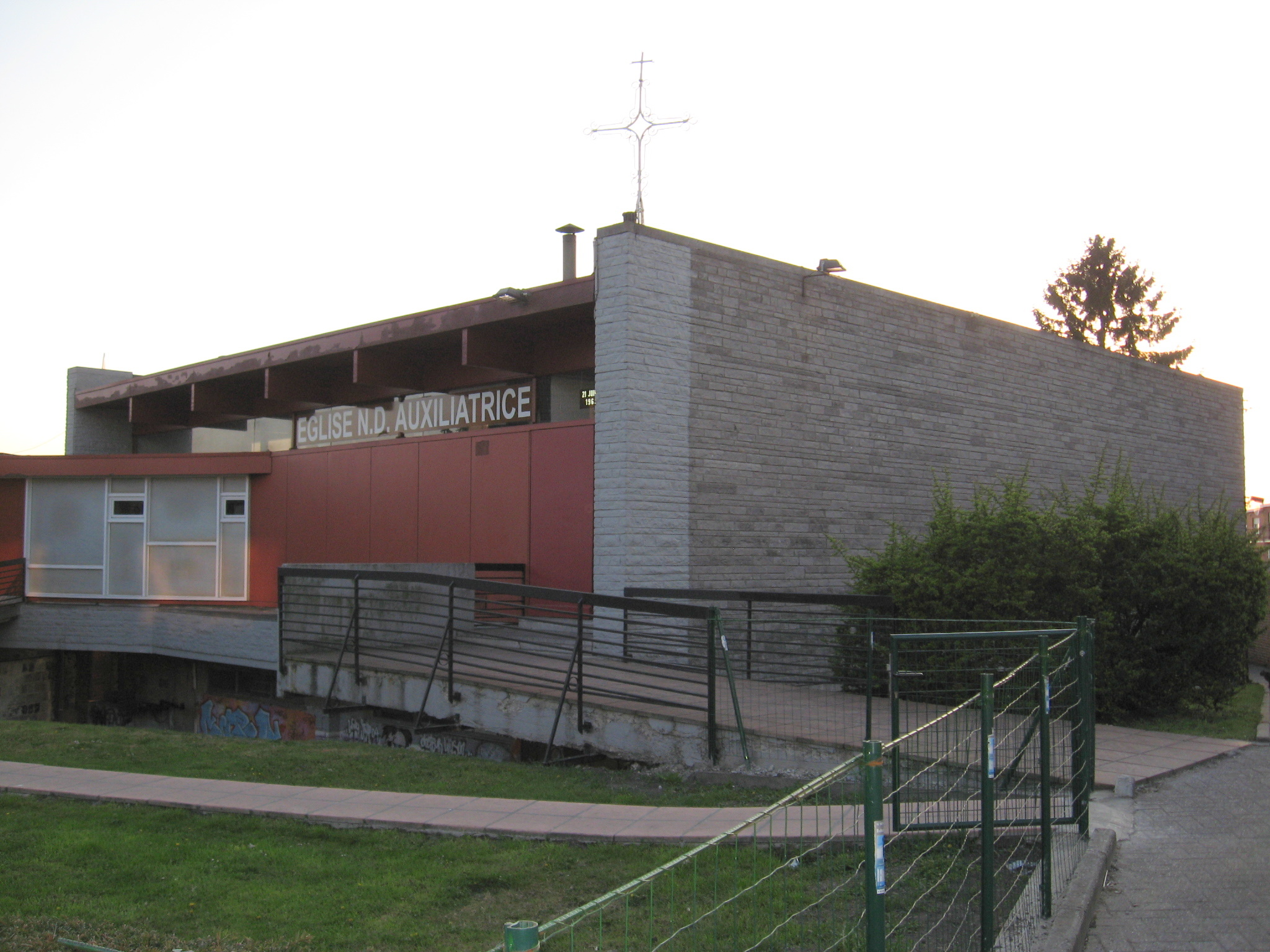
Maria Helpsterkerk

De Maria Helpsterkerk (Frans: Église Notre-Dame Auxiliatrice), aan de Rue Paul Janson 176, is de kerk van het tot Grâce-Berleur behorende dorp Berleur, België. Ze is toegewijd aan Maria Hulp der Christenen.

## Geschiedenis
Reeds op het einde van de 14e eeuw was hier een kapel, gewijd aan Onze-Lieve-Vrouw. In 1636 werd deze kapel verwoest door brand. In 1768 werd een nieuwe kapel ingewijd, welke in de 19e eeuw vergroot werd. Het gebouw had een schip van vijf traveeën en een driezijdig afgesloten koor, voorzien van een vierkant geveltorentje. De kapel was gewijd aan Onze-Lieve-Vrouw en aan Sint-Jacob.

## Gebouw
De kapel raakte in verval en werd gesloopt en in plaats daarvan werd in 1968-1969 de huidige, modernistische kerk gebouwd, naar ontwerp van Biernat. Het is een sober, doosvormig gebouw zonder toren, gebouwd in baksteen en natuursteen.